# Poeonoma acantha
Poeonoma acantha là một loài bướm đêm trong họ Noctuidae.